# Husein Redžić
Husein Redžić  (1914 - 1944) je bio zamjenik komandanta 2. bataljona  Četrnaeste srednjobosanske udarne brigade 11. divizije Narodnooslobodilačke vojske Jugoslavije. Nosilac je Ordena za hrabrost.

## Biografija
Husein Redžić je rođen 1914. godine  u Bosanskoj Krupi,  gdje je završio osnovno obrazovanja, a srednje (vjerovatno) u Bihaću. Prije Drugog svjetskog rata,  Redžić je službovao u žandarmeriji Kraljevine Jugoslavije. Nakon okupacije i komadanja Kraljevine Jugoslavije,  neko vrijeme je bio u oružanim snagama NDH, u Kotor-Varošu.
Od nastanka  pokreta otpora u Bosni i Hercegovini, sarađivao je sa antifašističkim aktivistima i partizanskim pokretom. Kada je otkriven, krajem 1942, uz pomoć ranije ostvarenih veza, odlazi u NOVJ.

## Partizanski put
Husein Redžić  je bio  borac 4. NOPO,  a zatim Banjalučkog odreda. Odatle se, sa 1. bataljonom  uključio u 14. srednjobosansku udarnu brigadu. Isticao se vojničkim znanjem i hrabrošću, pa je postao i komandir 2. čete 1. bataljona, a zatim i zamjenik komandanta 2. bataljona Brigade.
Tokom Šeste neprijateljske ofanzive, na  grebenu Uzlomca sukobili su se njemački vojnici, pripadnici SS-a, i 2. čete 1. bataljona 14. brigade koju su predvodili komandir Husein Redžić i njegov zamjenik Jovica Trkulja.  Neprijatelj je nekoliko puta jurišao, ali je energično odbijan, čemu su doprinosili komandir Redžić, Jovica Trkulja i puškomitraljesci Petar Marić Veliki iz Imiljana, Siniša Batić iz Kruševa Brda i Salih Halilović iz Prnjavora, koji su njemačkim trupama zadavali najviše gubitaka.
Poginuo je  16. marta 1944, umro od zadobijenih rana u borbama oko Kotor-Varoši. Komandant Brigade je zabilježio:
Bio je to veliki gubitak. Toga dana iz 2. bataljona poginuli su i: Obrad Nedinić, iz s. Cerana kod Dervente, i Mile Lukić iz s. V. Sočanice. U toku 16 i 17. marta brigada je ispitivala raspored četnika i pripremala novu akciju. Pošto je konstatovala da se nalaze raspoređeni na prostoru s. Vranić – Kablovi – Mehovci – Lipovac – Jasik, napala ih je svim svojim bataljonima. Napad je izveden 18. marta izjutra. Glavni sudar četnika i brigade odigrao se na prostoru Kablovi – Mehovci. Komandant brigade se dobro sjeća te borbe, jer je sa štabom posmatrao tu borbu sa jednog uzvišenja. Borba je dugo trajala i bila je promjenljivog uspjeha. Na izlomljenom, brežuljkastom terenu, vidjelo se kako borbeni poretci partizana i četnika čas nastupaju, čas odstupaju. U jednom momentu bio se zabrinuo da četnici ne odnesu prevagu, a nije imao nikakve rezerve da bi mogao uticati na borbu, pa je sve zavisilo od toga kako će borbu voditi štabovi bataljona i komande četa.Četničkim komandantima je tada obećano da će im se do 13. marta uputiti sto hiljada metaka u Čelinac.183 Postoji podatak da su 15. marta četnici Jošavačke i Vrbaske brigade sa dijelovima 1. i 2. krajiške četničke brigade, izvršili »suzdržijiv i vrlo oprezan« napad na Kotor-Varoš, i da jetaj napad odbio 2. bataljon 14. brigade. Ostali bataljoni brigade bili su odsutni. Gdje su se nalazili nema podataka. Prilikom ovog napada četnika na Kotor-Varoš ranjen je na položajima iznad s. Podbrđa zamjenik komandanta 2. bataljona Husein Redžić, rođen 1914. rodom iz Bosanske Krupe, koji je od zadobijenih rana umro 16. marta.